# Grzegorzew

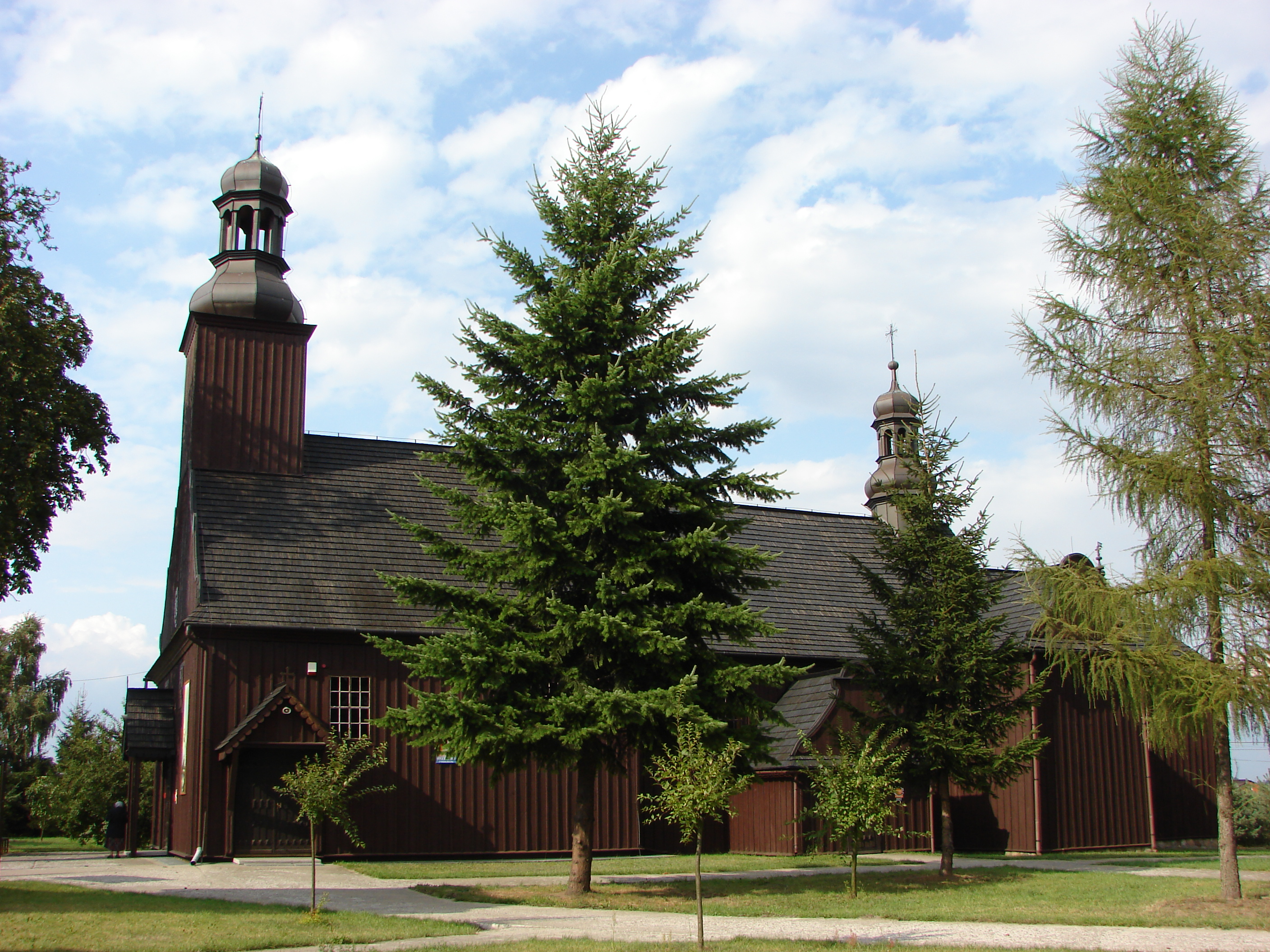
Kościół Świętego Mikołaja

Grzegorzew – wieś w Polsce położona w województwie wielkopolskim, w powiecie kolskim, siedziba gminy Grzegorzew, nad rzeką Rgilewką, na Wysoczyźnie Kłodawskiej. Dawniej miasto duchowne; uzyskał lokację miejską przed 1339 rokiem, zdegradowany w 1870 roku. W końcu XVI wieku jako miasto arcybiskupstwa gnieźnieńskiego leżało w powiecie łęczyckim województwa łęczyckiego. W latach 1975–1998 miejscowość administracyjnie należała do województwa konińskiego.

## Historia
Nazwa wsi Grzegorzew została urobiona najprawdopodobniej na cześć papieża Grzegorza IX.
Na terenie Grzegorzewa znajduje się 12 stanowisk archeologicznych z okresu wczesnego średniowiecza, tym jeden ślad osady i jeden ślad trwałego osadnictwa. Pierwsza pisemna wzmianka o Grzegorzewie pochodzi z 1236 roku, kiedy to książę Władysław Odonic darował wieś arcybiskupowi gnieźnieńskiemu Pełce. Przekazanie wsi arcybiskupowi miało najprawdopodobniej na celu przekonanie go do poparcia Odonica w sprawie unieważnienia pokoju z Henrykiem Brodatym z 1234 roku. Z dokumentu Odonica z 1236 roku można wywnioskować, że w przepływającej przez Grzegorzew rzece Rgilewce polowano na bobry.
W 1331 roku, podczas wojny polsko-krzyżackiej, Grzegorzew został spalony przez wojska krzyżackie pod dowództwem Dietricha von Altenburga. Dokumenty procesu warszawskiego z 1339 roku są pierwszymi źródłami określającymi Grzegorzew jako miasto. Na przełomie XIII i XIV wieku Grzegorzew stał się centrum gospodarczym dóbr arcybiskupich, tzw. „klucza grzegorzewskiego”. W 1512 roku do klucza grzegorzewskiego należały 2 miasta, 15 wsi oraz jedna wieś niezasiedlona. W 1357 roku było najprawdopodobniej miastem na prawie niemieckim, posiadającym przywilej organizowania targu. Prawdopodobne jest także występowanie pewnego nieporozumienia, w wyniku którego przez pewien czas obowiązywały dwa różne przywileje.
31 marca 1379 roku arcybiskup Janusz Suchywilk nadał Maciejowi, wójtowi Grzegorzewa wyspę zwaną Osiek w dobrach grzegorzewskich, celem wykarczowania i nadając mu jednocześnie pozwolenie na budowę młyna. W 1383 roku Krystyn z Kozichgłów wraz z Janem z Płomykowa i Ściborem ze Ściborzyc najechał Grzegorzew podczas walki stronnictw po śmierci Ludwika Węgierskiego.
We wrześniu 1422 roku w Grzegorzewie przebywał delegat papieski Antoni Zeno, mający rozsądzić spór Władysława Jagiełły z zakonem krzyżackim. Według przywileju wydanego przez arcybiskupa Wojciecha Jastrzębca w 1435 roku wójt Grzegorzewa posiadał 2 łany ziemi z ogrodami i łąkami, dwie karczmy oraz 1/3 dochodów z sądownictwa, w zamian zobowiązany był do służby wojskowej oraz płacenia dziesięciny snopowej. Najprawdopodobniej przez miasto przechodził trakt handlowy biegnący z Poznania do Łęczycy, a dalej na Mazowsze i Litwę bądź Ruś i do krajów czarnomorskich.
Za czasów Zbigniewa Oleśnickiego wzniesiono poza miastem kościół św. Mikołaja, w mieście istniała także kaplica św. Piotra. Według wizytacji z 1521 roku w mieście istniał kościół parafialny pod wezwaniem świętych Piotra i Pawła, który jednak spłonął w wyniku zajęcia się ogniem od pobliskich domów. Według wizytacji w kościele znajdował się ołtarz św. Mikołaja, a prawo patronatu należało do Pełki Poniatowskiego z Piotrówka. W okresie średniowiecza na Uniwersytecie Krakowskim studiowały dwie osoby z Grzegorzewa: Marcin (rozpoczął studia w 1434) i Maciej (rozpoczął studia w 1428).
Najprawdopodobniej do połowy XVI wieku zaginął lub zniszczony został stary przywilej lokacyjny miasta. W roku 1550 Zygmunt August wystawił na prośbę abp Mikołaja Dzierzgowskiego przywilej lokacyjny na prawie magdeburskim. Grzegorzew nigdy nie rozwinął się w duży ośrodek miejski. W roku 1576 były w nim cztery karczmy, trzy warzelnie wódki, pracowało trzech rzeźników. Miasto stanowiło wtedy ośrodek rozległego klucza dóbr arcybiskupich. Michał Radziejowski zrównał je co do przywilejów i praw z Łowiczem w 1691.
W 1793 roku miasto liczyło tylko 453 mieszkańców, w większości utrzymujących się z rolnictwa. W Grzegorzewie mieszkało także 6 rzemieślników – 4 szewców, krawiec i kołodziej. W 1826 roku Grzegorzew liczył 923 mieszkańców. Miasto było w tym czasie nękane częstymi pożarami.
27 kwietnia 1858 roku wybuchł w mieście wielki pożar, podczas którego spłonęło 187 budynków. W 1870 roku Grzegorzew utracił prawa miejskie i jako osada włączony został do gminy Krzykosy. W 1902 roku wieś liczyła 1250 mieszkańców.
Podczas II wojny światowej Grzegorzew został włączony do Kraju Warty, a nazwę miasta zmieniono na Georgen.
W okresie PRL-u powstała we wsi Spółdzielnia Kółek Rolniczych.
Od 1954 do 1972 roku Grzegorzew był siedzibą gromady Grzegorzew, a w 1973 roku został siedzibą gminy Grzegorzew.

## Zabytki

### Kościół
Drewniany kościół Świętego Mikołaja zbudowany został w 1776 r. z fundacji ks. Jana Rachlewskiego. W latach 1885–1887 został przedłużony ku zachodowi i gruntownie odrestaurowany. Świątynia orientowana o konstrukcji zrębowej, zewnątrz oszalowana. Nawa trójdzielna z węższym, zamkniętym wielobocznie prezbiterium, przy którym od północy znajduje się murowana zakrystia. Przy nawie od północy i południa zlokalizowane są dwie analogiczne kaplice zapewne z XVIII wieku tworzące rodzaj transeptu, otwarte do nawy łukiem spłaszczonym; od południa przylega kruchta. W środkowej części nawy, prezbiterium i zakrystii - pozorne sklepienia kolebkowe z XIX wieku. W częściach bocznych nawy i kaplicach – strop. Belka tęczowa z krucyfiksem późnobarokowym. Kaplice, kruchta i składzik zwieńczone wolutowymi szczytami zapewne z XIX wieku. Drzwi okute z wieku XVIII. Dachy kościoła są dwuspadowe, gontowe z wieżyczką na sygnaturkę w nawie i wieży dobudowanej w części zachodniej.
Wewnątrz świątyni znajduje się pięć barokowych ołtarzy. Dwie chrzcielnice: późnobarokowa z początku XVI wieku, z piaskowca z napisem łacińskim; rokokowa z drugiej połowy XVIII wieku z posążkiem Matki Bożej w sukience. W kościele wyróżnia się rokokowy konfesjonał. Liczne barokowe rzeźby: św. Stanisława Biskupa, św. Mikołaja, św. Wawrzyńca, św. Kazimierza, św. Grzegorza i Matki Boskiej Niepokalanej.
W ogrodzeniu kościoła ulokowana jest kapliczka z rzeźbą ludową św. Benona.
Świątynia jest największym drewnianym kościołem powiatu kolskiego. Wokół rośnie wiele starych drzew – kasztanowce, lipy i klony.
Niedaleko kościoła znajduje się cmentarz, na którym, w dwóch zbiorowych mogiłach, spoczywa 58 nieznanych z imienia i nazwiska ofiar, zabitych 2 września 1939 roku podczas bombardowań lotnictwa niemieckiego.
- parafia Wniebowzięcia Najświętszej Maryi Panny w Grzegorzewie

### Rynek
Zachował się dawny układ urbanistyczny miejscowości z dużym, prostokątnym rynkiem (plac Tysiąclecia Państwa Polskiego). Zabudowa wsi jest przeważnie parterowa, w znacznej części drewniana. Spotkać też można budynki wzniesione z łupków wapienia. W ścianę stojącego na środku rynku gmachu (budynek Urzędu Gminy) jest wmurowana tablica poświęcona Polakom poległym i pomordowanym w okresie II wojny światowej.

## Sport
W Grzegorzewie działa Klub Sportowy „Orzeł” – klub piłkarski, występujący w sezonie 2023/2024 w klasie okręgowej, gr. wielkopolskiej VI. Założony 21 lipca 1971 r. Swoje mecze rozgrywa na stadionie gminnym przy ul. Łąkowej 15.